# Гришин, Алексей Андреевич
Алексей Андреевич Гришин (род. 8 марта 1992) — российский борец греко-римского стиля. Призёр чемпионата России. Мастер спорта России.

## Карьера
В мае 2013 года в Москве, уступив в финале Борису Ванштейну, стал серебряным призёром чемпионата России среди студентов. В феврале 2015 года взял реванш у одолев Ванштейна, победив его в финале чемпионата России среди студентов. В мае 2016 года в Москве стал чемпионом России среди студентов. В ноябре 2016 года в турецком Чоруме завоевал бронзовую медаль чемпионата мира среди студентов. В январе 2017 года завоевал бронзовую медаль на Гран-при Ивана Поддубного в Москве. В ноябре 2017 года в Воронеже стал победителем абсолютного чемпионата России в весе до 130 кг, а в абсолютном весе стал вторым. В январе 2019 года в Калининграде завоевал бронзовую медаль чемпионата России.

## Спортивные результаты
- Чемпионат мира по борьбе среди студентов 2016 — ;
- Гран-при Ивана Поддубного 2017 — ;
- Абсолютный чемпионат России по борьбе 2017 (до 130 кг) — ;
- Абсолютный чемпионат России по борьбе 2017 (абсолютная) — ;
- Чемпионат России по греко-римской борьбе 2019 — ;